# Замостье (Калинковичский район)
Замостье (бел. Замосце) — деревня в Наховском сельсовете Калинковичского района Гомельской области Беларуси.

## География

### Расположение
В 32 км на северо-восток от Калинкович, 5 км от железнодорожной станции Нахов (на линии Гомель — Калинковичи), 104 км от Гомеля.

### Гидрография
Кругом мелиоративные каналы.

## Транспортная сеть
Транспортные связи по просёлочной, затем автомобильной дороге Гомель — Лунинец. Планировка состоит из криволинейной, на севере раздвоенной, улицы, ориентированной с юго-востока на северо-запад, к которой с юга и севера присоединяются па 3 короткие улицы. Застройка двусторонняя, деревянная, неплотная, усадебного типа.

## История
По письменным источникам известна с XVII века как деревня в Мозырском повете Минского воеводства Великого княжества Литовского. К 1632 году относится привилей короля Сигизмунда III Вазы Валерьяну Вольскому на Замостье.
После 2-го раздела Речи Посполитой (1793 год) в составе Российской империи. В 1795 году обозначена как село. В 1834 году в Речицком уезде Минской губернии. Была центром одноимённого поместья, его хозяин Абрамович владел в 1876 году 568 десятинами земли. В 1879 году селение в Носовичском церковном приходе. Когда в 1878-80 годах прокладывался магистральный канал Закованка, от него было сделано ответвление к деревне Замостье. Согласно переписи 1897 года действовали церковь, хлебозапасный магазин, конная мельница. В 1908 году в Василевичской волости Речицкого уезда.
С 8 декабря 1926 года до 30 декабря 1927 года центр Замостьевского сельсовета Василевичского, с 4 августа 1927 года Речицкого района Речицкого (до 9 июня 1927 года), затем Гомельского округов.
В 1929 году организован колхоз. Во время Великой Отечественной войны в 1941-43 годах оккупанты сожгли 75 дворов и убили 20 жителей. В окрестности в 1943-44 годах погибли 49 советских солдат (похоронены в братской могиле на кладбище). Бои за освобождение Замостья начались 25 ноября, полностью деревня освобождена 26 ноября 1943 г. 160 жителей погибли на фронте. В 1971 году центр колхоза „Рассвет“, располагались средняя школа, клуб, библиотека, детский сад, фельдшерско-акушерский пункт, отделение связи, швейная мастерская, столовая, 2 магазина.

## Население

### Численность
- 2004 год — 244 хозяйства, 471 житель.

### Динамика
- 1834 год — 13 дворов.
- 1897 год — 80 дворов, 545 жителей (согласно переписи).
- 1908 год — 118 дворов, 806 жителей.
- 1940 год — 275 дворов 1100 жителей.
- 1959 год — 1110 жителей (согласно переписи).
- 1971 год — 360 дворов, 1080 жителей.
- 2004 год — 244 хозяйства, 471 житель.

## Известные уроженцы
- Г. Н. Ракоед — Герой Социалистического Труда.